# 451 градуса по Фаренхайт (филм)
451 градуса по Фаренхайт (на английски: Fahrenheit 451) е британски научнофантастичен филм от 1966 година на режисьора Франсоа Трюфо, базиран на антиутопичния едноименен роман на Рей Бредбъри. В главните роли във филма участват Джули Кристи и Оскар Вернер.

## Сюжет
Филмът описва тоталитарно общество, което насърчава масовата култура и потребителското мислене, а книгите са забранени и подлежат на изгаряне. Малката опозиционна група на хората-книги се е заела да спаси духовното богатство, като всеки член научава наизуст някоя книга, за да я направи достъпна за следващите поколения. По времето на написване на книгата в САЩ са в разгара си шпиономанията и ловът на вещици, свързани с маккартизма.

## В ролите
| Изпълнител      | Роля                   |
| --------------- | ---------------------- |
| Оскар Вернер    | Гай Монтаг             |
| Джули Кристи    | Клариса / Линда Монтаг |
| Кирил Кюсак     | Капитан                |
| Антон Дифринг   | Фабиан                 |
| Джереми Спенсър | Чивекът с ябълката     |
| Би Дуфъл        | Жената книга           |

## Отзиви в пресата
В света на киното, т.3. издание „Народна култура“. София, 1982
„Гай Монтаг, американски пожарникар от XXI век, трябва не да гаси, а да разпалва пожари. Законът забранява не само четенето на книги, но и притежаването им, защото те учат човека да мисли. Гай е изгорил стотици книги, но в душата му расте семето на съмнението...“
„451 градуса по Фаренхайт“ е фантастичен филм. Целта на Трюфо е да покаже какво може да се случи, ако бъде унищожена духовната същност на човека. Засягат се моралните проблеми на информационното общество, заплашващо да унищожи човешкото у хората. Трюфо показва скрити социални болести и изтъква опасността от тяхното развитие. Той казва: „плочи, магнетофонни ленти, телевизия, транзистори, радио – ние ги гледаме и слушаме, а те ни отчуждават, извеждат ни извън самите нас, отнасят ни към външното, отвличат ни от разсъждението, което се съдържа в интелектуално действие като четенето“.
И все пак създателите на филма вярват, че човешкият разум ще надделее...